# Rhododendron ungeonticum
Rhododendron ungeonticum är en ljungväxtart som beskrevs av A.P. Khokhrjakov och M. T. Mazurenko. Rhododendron ungeonticum ingår i släktet rododendron, och familjen ljungväxter. Inga underarter finns listade i Catalogue of Life.